# Жордан (футболист, 1932)
Жордан Да Коста (порт. Jordan da Costa), более известный как Жордан (порт. Jordan); 24 ноября 1932, Рио-де-Жанейро — 17 февраля 2012, Рио-де-Жанейро — бразильский футболист, играл на позиции левого защитника.

## Биография

### Игровая карьера
Да Коста начинал карьеру в клубе «Сан-Кристован». В 1952 году принял предложение «Фламенго», в составе которого играл 11 сезонов, выиграл 3 чемпионата Федерального округа, 2 турнира Начала чемпионата и Рио — Сан-Паулу в 1961 году. Всего за «стервятников» сыграл во всех турнирах 609 матчей. На данный момент является 4-м игроком в истории «Фламенго» после Жуниора, Зико и Адилио.
В 1955 году был вызван в сборную Бразилии на товарищеский матч со сборной Парагвая, но на поле так и не появился.

### Смерть
Скончался 17 февраля 2012 года в возрасте 79 лет от осложнений, вызванных сахарным диабетом.

## Достижения
«Фламенго»
- Чемпион штата Рио-де-Жанейро (3): 1953, 1954, 1955
- Чемпион Начала чемпионата Рио-де-Жанейро (2): 1952, 1959
- Победитель Турнира Рио — Сан-Паулу (1): 1961
- Обладатель Кубка чемпионов штатов Рио-Сан-Паулу (1): 1955